# Station Spa-Géronstère
Station Spa-Géronstère is een spoorwegstation langs spoorlijn 44 in de stad Spa. Het is het laatste station op spoorlijn 44, die loopt van Pepinster naar Spa-Géronstère.
Het is een eenvoudige terminushalte, een van de kleinste in België. Er is één spoor en een kleine ingang aan beide uiteinden, en verder slechts een eenvoudige abri.
De halte werd geopend in 1867. Sinds 1969 is het een terminushalte. Op dat moment werd het reizigersverkeer op de spoorlijn, die tot 1959 verderliep tot Stavelot en nadien tot Sart, beperkt tot Géronstère.
In 1973 werden de sporen richting Stavelot opgebroken. In de omgeving is nog te zien waar het oude spoor richting het zuiden liep.
Tot december 2002 was de officiële naam Géronstère (zonder Spa ervoor). Ook had het station tot dan toe geen NMBS-afkorting.
In december 2002 is de naam gewijzigd in de huidige naam, en men heeft er de afkorting FSSG aan gegeven.
Géronstère verwijst naar de gelijknamige beek en bron.

## Treindienst
| Serie  | Treinsoort                        | Route                                          | Bijzonderheden             |
| ------ | --------------------------------- | ---------------------------------------------- | -------------------------- |
| L 5000 | L-trein / Regional-Express (NMBS) | Verviers-Centraal – Pepinster – Spa-Géronstère |                            |
| P 7495 | Piekuurtrein (NMBS)               | Spa-Géronstère – Pepinster – Verviers-Centraal | Rijdt alleen op werkdagen. |

## Reizigerstellingen
De grafiek en tabel geven het gemiddeld aantal instappende reizigers weer op een week-, zater- en zondag.
| Tabel: aantal instappende reizigers station Spa-Géronstère | Tabel: aantal instappende reizigers station Spa-Géronstère | Tabel: aantal instappende reizigers station Spa-Géronstère | Tabel: aantal instappende reizigers station Spa-Géronstère |
|                                                            | Weekdag                                                    | Zaterdag                                                   | Zondag                                                     |
| ---------------------------------------------------------- | ---------------------------------------------------------- | ---------------------------------------------------------- | ---------------------------------------------------------- |
| 1977                                                       | 292                                                        | 78                                                         | -                                                          |
| 1978                                                       | 295                                                        | 103                                                        | -                                                          |
| 1979                                                       | 351                                                        | 100                                                        | -                                                          |
| 1980                                                       | 301                                                        | 90                                                         | -                                                          |
| 1981                                                       | 318                                                        | 102                                                        | -                                                          |
| 1982                                                       | 307                                                        | 96                                                         | -                                                          |
| 1983                                                       | 319                                                        | 83                                                         | -                                                          |
| 1984                                                       | 336                                                        | 104                                                        | 91                                                         |
| 1985                                                       | 324                                                        | 140                                                        | 121                                                        |
| 1986                                                       | 321                                                        | 138                                                        | 89                                                         |
| 1987                                                       | 281                                                        | 78                                                         | 110                                                        |
| 1988                                                       | 323                                                        | 121                                                        | 105                                                        |
| 1989                                                       | 316                                                        | 92                                                         | 88                                                         |
| 1990                                                       | 249                                                        | 101                                                        | 94                                                         |
| 1991                                                       | 303                                                        | 151                                                        | 89                                                         |
| 1992                                                       | 329                                                        | 149                                                        | 78                                                         |
| 1993                                                       | 258                                                        | 95                                                         | 98                                                         |
| 1994                                                       | 272                                                        | 114                                                        | 108                                                        |
| 1995                                                       | 295                                                        | 111                                                        | 86                                                         |
| 1996                                                       | 321                                                        | 100                                                        | 80                                                         |
| 1997                                                       | 449                                                        | 216                                                        | 149                                                        |
| 1998                                                       | 445                                                        | 174                                                        | 134                                                        |
| 1999                                                       | 294                                                        | 118                                                        | 82                                                         |
| 2000                                                       | 295                                                        | 90                                                         | 77                                                         |
| 2001                                                       | 329                                                        | 130                                                        | 78                                                         |
| 2002                                                       | 295                                                        | 110                                                        | 88                                                         |
| 2003                                                       | 311                                                        | 152                                                        | 102                                                        |
| 2004                                                       | 355                                                        | 159                                                        | 99                                                         |
| 2005                                                       | 377                                                        | 188                                                        | 150                                                        |
| 2006                                                       | 378                                                        | 198                                                        | 152                                                        |
| 2007                                                       | 340                                                        | 151                                                        | 128                                                        |
| 2008                                                       | -                                                          | -                                                          | -                                                          |
| 2009                                                       | 357                                                        | 150                                                        | 118                                                        |
| 2010                                                       | -                                                          | -                                                          | -                                                          |
| 2011                                                       | -                                                          | -                                                          | -                                                          |
| 2012                                                       | 326                                                        | 166                                                        | 116                                                        |
| 2013                                                       | 342                                                        | 154                                                        | 141                                                        |
| 2014                                                       | 398                                                        | 169                                                        | 142                                                        |
| 2015                                                       | 340                                                        | 189                                                        | 153                                                        |
| 2016                                                       | 306                                                        | 146                                                        | 143                                                        |
| 2017                                                       | 329                                                        | 141                                                        | 141                                                        |
| 2018                                                       | 321                                                        | 197                                                        | 184                                                        |
| 2019                                                       | 382                                                        | 172                                                        | 124                                                        |
| 2020                                                       | 330                                                        | 168                                                        | 156                                                        |
| 2021                                                       | -                                                          | -                                                          | -                                                          |
| 2022                                                       | 331                                                        | 145                                                        | 192                                                        |
| 2023                                                       | 321                                                        | 199                                                        | 272                                                        |
| 2024                                                       | 272                                                        | 207                                                        | 147                                                        |

0,0: Pepinster ·
0,7: Pepinster-Cité ·
1,6: Pepinster-Chinheid ·
3,2: Juslenville ·
3,8: Theux-Marie-Louise ·
4,2: Theux ·
5,0: Theux-Centre ·
5,6: Franchimont ·
7,4: La Reid ·
9,6: Marteau ·
11,2: Spa ·
12,5: Spa-Géronstère ·
15,2: Nivezé ·
19,8: Sart-lez-Spa ·
23,7: Hockai ·
27,3: Francorchamps ·
36,8: Stavelot